# Encentrum martes
Encentrum martes är en hjuldjursart som beskrevs av Wulfert 1939. Encentrum martes ingår i släktet Encentrum och familjen Dicranophoridae. Arten är reproducerande i Sverige. Inga underarter finns listade i Catalogue of Life.